# IMPSA
IMPSA S.A. es una empresa de fabricación de equipamiento para los sectores de metalurgia, generación de energía y tecnología, propiedad del Special Purpose Vehicle estadounidense Industrial Acquisitions Fund (IAF).
Fue fundada como Talleres Metalúrgicos en 1907 en Mendoza, Argentina. En la actualidad se destaca por ser una de las empresas multinacionales latinoamericanas de mayor tamaño donde está considerada como la empresa con mayor experiencia en generación de energía hidroeléctrica.

## Historia
En 1907 la empresa fue fundada por el inmigrante italiano Enrique Epaminondas Pescarmona como taller de construcción de estructuras metálicas destinadas a todo tipo de construcciones civiles e industriales.

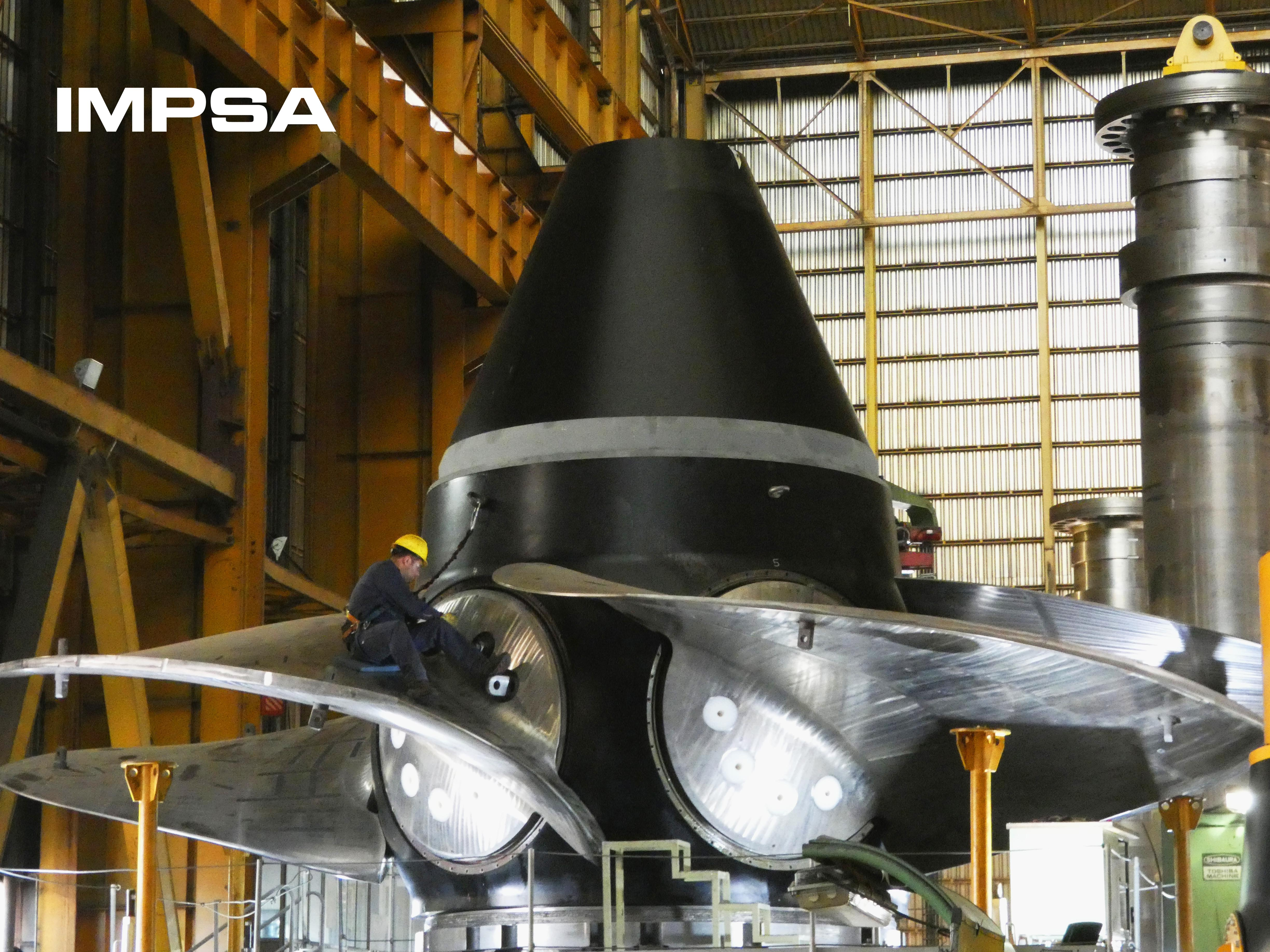
Turbina de IMPSA para Central Hidroeléctrica Yacyretá

En 1965 se forma la actual empresa y durante la década de los 70 comienza una fase de expansión y captación de ingenieros. En 1979 inaugura una nueva planta y se posiciona en el mercado internacional con tecnología propia.
En la década de los 80 consolidó su expansión internacional en Sudamérica y América Central e inició su expansión en Estados Unidos, Europa y Asia con múltiples proyectos y una plantilla de 3000 empleados.

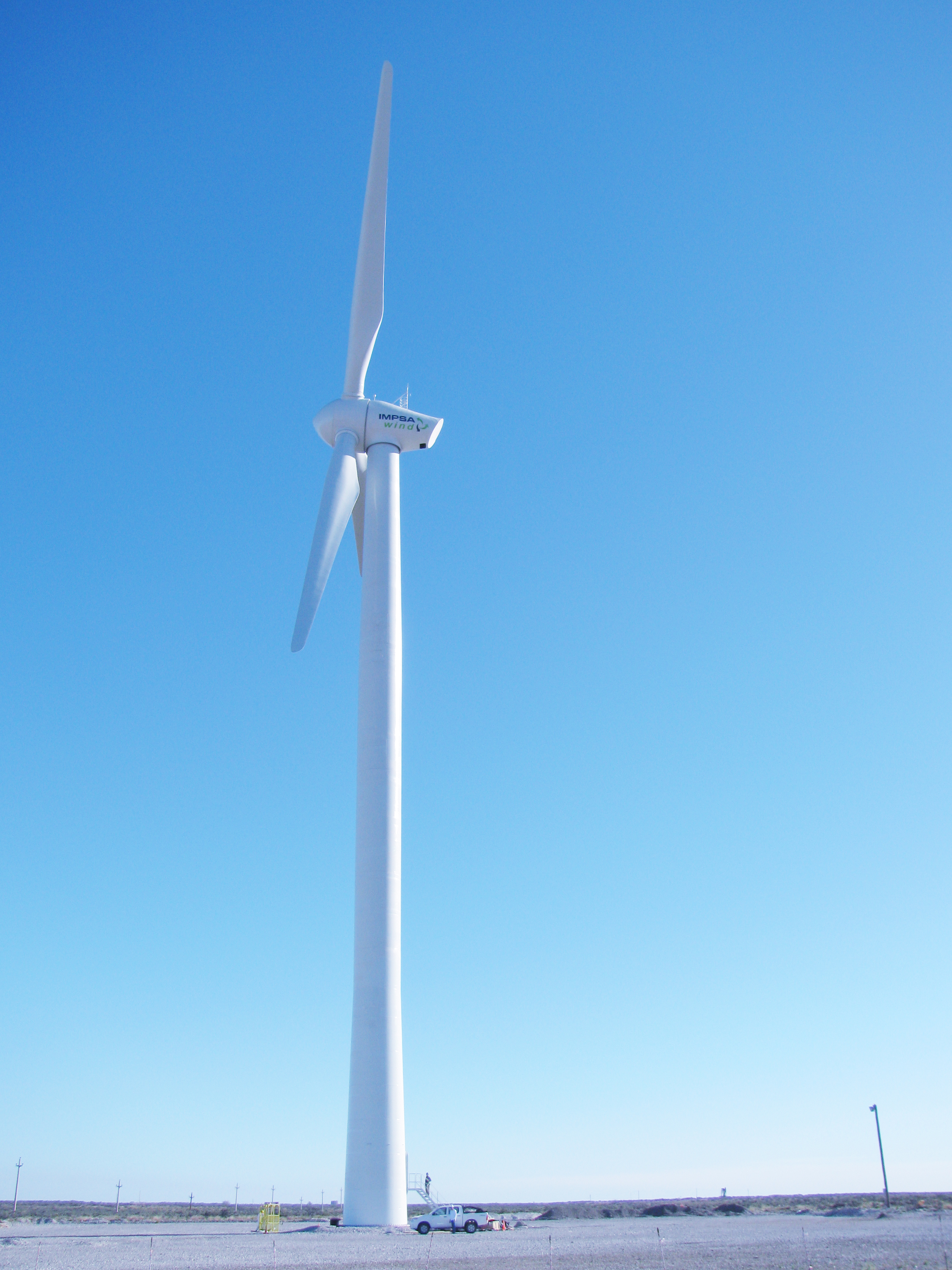
Aerogenerador de IMPSA

En la década de los 90, IMPSA mostró su interés en participar de las concesiones ferroviarias surgidas de la privatización de Ferrocarriles Argentinos que el Gobierno de Carlos Menem estaba llevando a cabo. En 1993 Pescarmona ganó las concesiones de los ferrocarriles Urquiza y San Martín, bajo los nombres de Ferrocarril Mesopotámico General Urquiza S.A. y Buenos Aires al Pacífico S.A., cuyas adjudicaciones fueron aprobadas mediante el decreto n.º 504/1993 de 24 de marzo de 1993.
En esa misma década, IMPSA también se focalizó en la generación de energías renovables hidráulicas y comenzó el desarrollo de sus primeros aerogeneradores.
En 2014 se declaró en concurso de acreedores.Entre ese año y 2018 IMPSA consiguió reestructurar de manera privada su deuda de casi 1.200 millones de dólares.
Para ese momento, la mayoría accionaria, de un 65 %, estaba controlado por un fideicomiso de inversores institucionales formado por el Banco Interamericano de Desarrollo, Export Development Canada, el Banco de la Nación Argentina y el Banco Bice entre otros. La familia fundadora retenía el 35% del capital restante.
En abril de 2020, IMPSA desarrolló un respirador mecánico de diseño propio que puso a disposición del gobierno argentino para colaborar en la lucha contra la pandemia de COVID-19.
La pandemia del coronavirus forzó a reducir en parte la actividad de la empresa en 2020 e impactó negativamente en los resultados de la empresa que reportó pérdidas de 1015 millones de dólares. En agosto de 2020 amparándose en su carácter "estratégico", la empresa solicitó un rescate al gobierno para hacer frente a sus costes operativos y a su deuda de 500 millones de dólares.En el primer semestre de ese año, la empresa reportó perdidas por valor de 2400 millones de pesos.
La empresa propuso a la Comisión Nacional de Valores un acuerdo preventivo extrajudicial (APE) para el reperfilamiento de su deuda sin quitas de capital. El plan incluía tres fases y según su CEO, permitía asegurar su viabilidad durante décadas y recuperar su posición como empresa de vanguardia. El plan fue avalado por el 98% de los acreedores y fue finalmente homologado en abril de 2021. Para completar el rescate, la directiva aprobó pedir los 15 millones de dólares restantes al Fondo Nacional de Desarrollo Productivo (Fondep).

### Estatización
En junio de 2021 IMPSA se convirtió en una empresa pública tras recibir un total de USD $20 millones. USD $14,4 millones del gobierno federal, y el resto de la provincia de Mendoza, a cambio de una participación del 63,7% y del 21,2% respectivamente en la empresa.
En julio de 2021, el Gobierno de la Provincia de Mendoza nombró como su representante en la empresa, mediante publicación en el boletín oficial, al contador Marcelo Japaz.En conjunto, el complejo hidroeléctrico genera más de 850 de GWh por año. Esta cantidad equivale al 20% del consumo anual de electricidad de la provincia de Mendoza. En enero de 2022, IMPSA anunció su participación como proveedor de 25 mástiles de aerogeneradores en el parque eólico para la producción de hidrógeno verde en Río Negro liderado por la empresa Fortescue Future Industries, que se comprometió a invertir 8 400 millones de dólares USA en Argentina.
En 2022 firmó un contrato con el Ministerio de Defensa y el Ejército Argentino para la modernización de las torres de los vehículos de combate TAM (al estándar TAM 2C-A2); el 20 de octubre entregó la primera torre TAM 2C-A2.

### Privatización
En julio de 2024 el gobierno nacional y la provincia de Mendoza iniciaron el proceso de cesión de acciones y capitalización de la empresa IMPSA con el objetivo de sanear la deuda de la compañía y garantizar la continuidad de sus operaciones. Y, además, alegando que el IMPSA genera una pérdida mensual de USD $5 millones y que posee una deuda con bonistas internacionales equivalente a USD $500 millones.
Este proceso comenzó luego de que el consorcio estadounidense de empresas Industrial Acquisitions Fund LLC (IAF), liderado por ARC Energy firmara una carta de intención para adquirir IMPSA. El cual fue manteniendo contactos con el gobierno nacional y el de Mendoza, previo al envío de la propuesta formal para conocer el estado de la empresa, situación de los proyectos en ejecución y la capacidad productiva del Centro de Desarrollo Tecnológico con el que cuenta Impsa en Mendoza. A partir de esta oferta, y por un plazo de 30 días, se inició un proceso de debida diligencia que estuvo abierto a la intención de otros posibles interesados y en el que luego, desde el 10 de agosto, y por 7 días, se haría pública la oferta y se iniciaría el plazo de mejoramiento de oferta, en el que durante los siguientes 60 días, otros posibles interesados podrían mejorar la oferta inicialmente presentada. Si durante ese período no se presentaban nuevas ofertas, se iniciaría el proceso de capitalización de la firma.
En agosto de 2024, ARC Energy le solicitó al gobierno una prórroga hasta el 15 de septiembre para presentar una oferta formal de capitalización de la compañía debido "a la complejidad del análisis que requiere la información del data room”. La solicitud terminó siendo aceptada.
Poco después, ingresó en la legislatura de Mendoza un proyecto de ley que habilitaría a la provincia de Mendoza a transferir sus acciones de IMPSA, el cual terminó recibiendo media sanción por parte de los diputados en septiembre de 2024, pasando al senado.En el cual también terminó siendo aprobado, convirtiéndose en ley.Luego de la aprobación por parte de la legislatura mendocina, el 1 de octubre de 2024 el gobierno nacional llamó a licitación nacional e internacional para la venta de las acciones en manos públicas de la empresa Impsa. En la cual los interesados podrían presentar ofertas hasta el 31 de octubre. Aunque hubo varios interesados. Solo ARC Energy presentó una oferta formal. El 31 de octubre de 2024, la compañía estadounidense ofertó USD $27 millones de dólares, comprometiéndose a mantener la operación y los puestos de trabajo.
El 6 de diciembre de 2024, el ministerio de Economía solicitó un tiempo de mejoramiento de condiciones de oferta. Entre fines de diciembre y principios de enero, el comité de adjudicación le pidió a ARC Energy que detalle los puntos centrales de su oferta final. Hubo negociaciones por los contratos pendientes con el Estado y definiciones sobre qué capacidad de negociación habría con los acreedores. El 8 de enero se firmó la preadjudicación y ARC Energy le solicitó al gobierno un plazo hasta el 31 de enero de 2025 para refinanciar una deuda de USD $576 millones que la compañía mantiene con sus acreedores. El cual fue aceptado. Aunque luego solicito otra prórroga hasta el 10 de febrero con el objetivo de analizar detalles del acuerdo, el cual también le fue concedido.
Finalmente, el 11 de febrero de 2025, El Gobierno nacional y el de Mendoza firmaron el contrato de transferencia de sus acciones de IMPSA a ARC Energy.

## Empresa
IMPSA tiene presencia en 30 países en los que ha instalado un total de 45.000 MW y opera directamente en 10. En 2013 facturó más de 1.000 millones de dólares. Es la empresa latinoamericana que ha instalado más centrales de energía eólica, y está considerada como la empresa con mayor experiencia en generación de energía hidroeléctrica.

## Proyectos
- Embalse Potrerillos
- Parque eólico La Guajira
- Represa de Tocoma. Según un documento presentado a la Comisión Nacional de Valores (CNV), por el presidente de IMPSA Marcelo Kloster, se han concretado reuniones con la empresa estatal Corpoelec, para la reactivación de las obras de la represa de Tocoma. Está pendiente de firma una prórroga de 60 meses al contrato, pero según fuentes de IMPSA, ya se ha firmado una adenda reconociendo la vigencia del contrato.[31]
- Fabricación y modernización de las torretas del Tanque Argentino Mediano al estándar TAM 2C para el Ejército Argentino. Este proyecto es financiado por el Fondo Nacional de la Defensa.[32]

## Distinciones
- En 2019, Premio Fortuna en categoría siderúrgica.[33]
- En 2019, Premio CIGRE a la contribución tecnológica sobre generación de energía eléctrica.[34]